# Mladen Vasilev
Mladen "Maho" Aleksandrov Vasilev (Slivnitsa, 29 de julho de 1947) é um ex-futebolista e treinador búlgaro, ele atuava como meia.

## Carreira
Mladen Vasilev fez parte do elenco da Seleção Búlgara de Futebol da Copa do Mundo de 1974. 